# Trampolin
Denne side handler om redskabet trampolin. For sportsgrenen, der anvender redskabet, se trampolinspring.
Trampoliner bruges ofte i forbindelse med gymnastik / redskabsgymnastik.
Selve opfindelsen går mange år bagud i vores historie.
Alle trampoliner er opbygget af samme koncept, en dug (af nylonsnore eller brede fletninger/dug) som er udspændt over en stålramme, og afsættet gives af et forskelligt antal fjedre.
Eksempelvis 80 fjedre spændt udover en dug på 2 x 2 meter.
Den mest ordinære trampolin i dag er den cirkelformede havetrampolin.
Den moderne trampolin blev opfundet af den amerikanske artist og opfinder George Nissen i 1930'erne i Iowa, USA. I dag består en trampolin af ca 120 stålfjedre og en dug flettet af nylonsnor på mellem 4 mm og op til 12 mm. Der findes også såkaldte 'stringbeds', som er konstrueret af rund nylonsnor.
| Sport | Spire Denne artikel om sport er en spire som bør udbygges. Du er velkommen til at hjælpe Wikipedia ved at udvide den. |